# 10 cm Gebirgshaubitze M8
Le 10 cm Gebirgshaubitze M8 était un obusier de montagne utilisé par l'Autriche-Hongrie pendant la Première Guerre mondiale. Il fut le premier obusier autrichien à utiliser un système de recul hydraulique moderne. Il utilisait les mêmes munitions de 14,3 kilogrammes que son prédécesseur, le 10 cm Gebirgshaubitze M99 qui était précis mais qui ne pouvait pas détruire de bunkers de la Première Guerre mondiale. Cet obusier possédait également un bouclier et pouvait être monté sur un chariot spécial appelé 10 cm M. 8 Gebirgsschleife conçu pour permettre un angle élevé de tir, situé entre +43° et +70° degrés. Les roues étaient amovibles et donc retirées lorsque l'obusier était en position de tir.
L'unique variante, le 10 cm Gebirgshaubitze M10 était pratiquement identique sauf que des manivelles étaient présentes afin d'ajuster l'élévation du canon.